# ADEOS I
ADEOS I (eng. Advanced Earth Observing Satellite 1), japanski satelit za promatranje Zemlje. Lansirala ga je NASDA 1996. godine Misija se zove Midori, što na japanskom znači "zeleni".
Misija je završila srpnja 1997. godine nakon što je satelit pretrpio strukturno oštećenje mreže solarnih panela. Njegov sljednik, ADEOS II lansiran je 2002. godine. Kao i prva misija, završila je nakon manje od godine – također nakon problema u radu solarnih panela.
ADEOS je bio projektiran za promatrati promjene u okolišu na Zemlji, usredotočujući se na globalno zatopljenje, stanjivanje ozonskog omotača i deforestaciju.
Raketa je lansirana je 17. kolovoza 1996. godine u 01:53 sa Svemirskog centra Tanegashime u Japanu. Lansirana je raketom-nosačem H-II. 
Tijelo rakete je u orbiti 859 km u perigeju i 1.306 km u apogeju. Inklinacije je 98,8°. Spacetrackov kataloški broj je 24279. COSPARov identifikator je 1996-046-C. U katalogu Spacetrack naziv je H-2 R/B.  Intrinzični sjaj (magnituda) je 3,2 (na udaljenosti od 1000 km, 50% osvijetljena). Maksimalni sjaj (magnituda) je 2,5(u perigeju, 100% osvijetljena).

## Vanjske poveznice
- N2YO.com Search Satellite Database
- Celes Trak SATCAT Format Documentation (engl.)